# Albert Vandamme
Albert Vandamme (Rekkem, 4 juni 1913 - Dachau, 30 januari 1945) was een Belgisch lid van de socialistische vakbond en verzetsleider tijdens de Tweede Wereldoorlog die omkwam bij het concentratiekamp van Dachau.

## Biografie
Albert Vandamme werd geboren op 4 juni 1913 te Rekkem. Zijn vader was douanier terwijl zijn moeder zorgde voor het huishouden. Hij volgde les aan de rijksmiddelbare school te Moeskroen. Na het lager middelbaar ging hij, op 15-jarige leeftijd, werken in de weverij van de firma Depoortere. Daar werd hij opgemerkt door de afgevaardigde van de socialistische vakbond omwille van zijn sociaal engagement. Op initiatief van de vakbond ging hij in Brussel studeren aan de Arbeidershogeschool, waar hij het diploma van sociaal assistent behaalde. Na zijn studies werd hij aangesteld als secretaris van de socialistische vakbond in Harelbeke. Hij had zijn bureel in het café "Ons Huis" dat gerund werd door de huisbewaarders Georges Vandenbroucke en echtgenote Elodie Schamp. 
Vandamme bleef zich inzetten voor de socialistische partij en was een geliefd partijlid. Hij runde de lokale bibliotheek en in 1938 werd hij tot gemeenteraadslid verkozen. Vandamme viel op voor zijn voorbeeldige levensstijl: hij rookte niet, dronk niet en was in zijn vrije tijd een muzikant. In 1940 trouwde Vandamme met de dochter van de huisbewaarders, Marguerite. 

### Tweede Wereldoorlog
Tijdens de oorlog ging hij in het verzet. Samen met André Verhaeghe stichtte hij een afdeling van het Onafhankelijkheidsfront. De verzetskern, gevestigd in Zuid-West-Vlaanderen telde ongeveer 40 leden en werkte in cellen van drie personen. Hun activiteiten waren gericht op sabotageplannen en het verspreiden van ondergrondse pers. 
In 1940 verloor Vandamme zijn functie als vakbondssecretaris, wanneer de bezetter de partijgebonden vakbonden verbood. Door het gemeentebestuur werd hij vervolgens aangesteld als rantsoeneringsambtenaar. Dit liet hem toe om in het geheim gebruik te maken van een stencilmachine om zo zijn pamfletten te drukken. Daar werden ook rantsoeneringszegels gestolen, die gebruikt werden voor ondergedoken weerstanders en voor families van ondergedoken werkweigeraars.
Toen er in 1943 veel mensen van de verzetgroep werden gearresteerd, vond de leiding van het Onafhankelijkheidsfront het nodig dat Vandamme moest onderduiken naar een schuiladres. Dus dook hij onder en werd tewerkgesteld in Fort Mardyck te Duinkerke bij de Duitse firma Mayer. 
Op 27 juni 1943 werd hij echter verraden, opgepakt en afgevoerd naar het concentratiekamp van Dachau. Er is een vermoeden dat een vriend van hem en partijgenoot hem verklikt heeft. Tijdens zijn tijd als politieke gevangene, werd hij gedwongen om puin te ruimen als gevolgen van de bombardementen. Hij smokkelde vlugschriften met daarop de opmars van de geallieerden en gaf ze aan zijn medegevangenen. Hiervoor werd hij als straf vier dagen opgesloten in een staande bunker. Meteen daarna stierf hij van uitputting en aan de tyfus. Hij werd begraven in een massagraf.

## Nalatenschap
Zijn naam is inbegrepen op het oorlogsmonument van Harelbeke aan de Sint-Salvatorkerk.
Een straat op de oude bedrijfsite van Lano in Harelbeke is als eerbetoon naar hem vernoemd.
Zijn zoon Guy Vandamme werd geboren op 29 juni 1943, twee dagen na de arrestatie van Albert.